# Helmut Koller
Helmut Koller  (* 13. Juni 1959 in Graz) ist ein österreichischer Diplomat. Er war Generalkonsul in München.

## Lebenslauf
Helmut Koller besuchte in seinem Geburtsort Graz das Gymnasium. Ab
1977 studierte er Rechtswissenschaften an der Karl-Franzens-Universität Graz (Promotion zum Dr. iur. 1982) und absolvierte die Diplomatische Akademie Wien.
Im August 1984 trat Koller in den österreichischen auswärtigen Dienst ein. Er wurde bis 1987 am Außenministerium in Wien, dann bis 1989 in Prag (Tschechoslowakei), bis 1994 in Helsinki (Finnland) verwendet und kehrte dann nach Wien in den Innendienst zurück.
Ab 1997 fungierte er als stellvertretender Leiter (Erstzugeteilter) in Bern (Schweiz), ab 2001 in derselben Position in Oslo (Norwegen).
2009 wurde Helmut Koller zum Botschafter der Republik Österreich in der Republik Litauen mit Sitz in Vilnius (Wilna) berufen (Schreiben überreicht 14. September 2009). In seine Amtszeit fiel die Causa Golowatow 2011, eine politische Affäre um das österreichische Asyl für einen in Litauen polizeilich gesuchten Ex-KGB-Offizier. Bei seinem Abgang waren die kurzzeitigen Missstimmungen kein Thema mehr.
Seit 12. August 2013 hatte er das Amt des Österreichischen Generalkonsuls in München (Deutschland) inne. In dieser Funktion war er ein wichtiger Verbindungsmann in der Flüchtlingskrise in Europa ab 2015. An der österreichisch-bayerischen Grenze besonders um Salzburg, aber auch Passau und andernorts, gab es durch die Migrantenströme zahlreiche bilaterale Fragen zu klären.
Im Dezember 2017 endete die Amtszeit von Helmut Koller in München.